# Kathleen Helsen
Pour les articles homonymes, voir Helsen.
Kathleen Helsen, née le 23 juillet 1965 à Geel, est une femme politique belge flamande, membre du CD&V.
Elle fut assistante sociale.

## Fonctions politiques
- conseillère communale à Herselt (depuis 1989)
- échevine à Herselt (depuis 1991)
- conseillère provinciale d'Anvers (1997-1998 et 2000-2004)
- députée au Parlement flamand :
  - 27 janvier 1998 au 13 juin 1999
  - depuis le 6 juillet 2004